# Rita Sarkisjan
Rita Aleksandri Sarkisjan (orm. Ռիտա Ալեքսանդրի Սարգսյան, z domu Dadajan (Դադայան), ur. 6 marca 1962 w Stepanakercie, zm. 20 listopada 2020 w Erywaniu) – była żona Serża Sarkisjana, prezydenta Armenii w latach 2008–2018. Urodziła się w rodzinie wojskowej, z zawodu była nauczycielką muzyki.

## Życiorys
W 1983 roku wyszła za mąż za Serża Sarkisjana. Mieli dwie córki, Anusz i Satenik, oraz czworo wnucząt (Mariam, Rita, Ara i Serż).

### Działalność jako Pierwsza Dama
Rita Sarkisjan sponsorowała fundację charytatywną Donate Life, która pomaga dzieciom cierpiącym na nowotwory krwi i inne ciężkie choroby, a także krajową fundację związaną z autyzmem i fundację Aragil („Bocian”; orm. Արագիլ), którą założyła w 2011 roku. Pod patronatem Sarkisjan odbywały się międzynarodowe konkursy, w tym między innymi Międzynarodowy Konkurs Muzyki Klasycznej im. Arama Chaczaturiana oraz Międzynarodowy Festiwal Muzyczny w Erywaniu, którego gospodarzem była Orkiestra Narodowej Filharmonii Ormiańskiej.

## Śmierć
W listopadzie 2020 roku Rita Sarkisjan zmarła w wieku 58 lat na COVID-19. Kondolencje złożył premier Nikol Paszinian, zauważając, że „prowadziła cenne działania społeczne i publiczne mające na celu rozwój życia kulturalnego w kraju”. Prezydent Armen Sarkisjan osobiście odwiedził Serża, aby złożyć kondolencje.